# Sistema operatiu de Hollywood
S'anomena sistema operatiu de Hollywood (Hollywood operating system o Hollywood OS en anglès) a qualsevol sistema operatiu fictici que apareix en el cinema i la televisió. El nom en si mateix és erroni, ja que el terme en realitat es refereix a sistemes operatius, ordinadors, maquinari, internetworking o aplicacions. Aquests sistemes normalment comparteixen funcions comunes amb els sistemes operatius reals, però tendeixen a ser capaços de realitzar aquestes funcions a velocitats molt més ràpides, amb una interfície gràfica d'usuari no tan estètica i són excepcionalment més funcionals que el programari d'avui en dia. Per exemple, un sistema operatiu de Hollywood, pot ser capaç de descarregar arxius extremadament grans en pocs segons, mostrar missatges d'error en un gran text vermell, connectar amb qualsevol ordinador, sigui terrestre o alienígena (com a Independence Day), i permetre a qualsevol usuari, introduir-se als ordinadors extremadament segurs del govern amb facilitat. També tendeixen a tenir efectes de so innecessaris acompanyant qualsevol cosa que succeeixi. Algunes versions no fan servir ratolí, i tot es realitza per teclat o per un dispositiu d'entrada alternatiu.
El sistema també pot fer tasques que són virtualment impossibles (com a mínim sense l'ajuda d'intel·ligència artificial avançada), com és l'habilitat de fer zoom en un detall d'una fotografia fins a una resolució excessiva (com a CSI: Crime Scene Investigation - Las Vegas).
La interfície sovint utilitza números o altres caràcters que es mouen ràpidament quan un personatge accedeix a gran quantitat d'informació (com a Matrix o Hackers). La interfície pot contenir parts de diferents sistemes operatius reals en un sol sistema. Per exemple, a Office Space (Trabajo basura), la interfície gràfica d'usuari predominant s'assembla al System 7 d'Apple, però més tard, quan el personatge principal va a apagar-lo, es mostra una línia d'ordres, associada a MS-DOS i sistemes Windows.
El text mostrat a la pantalla és normalment gran. En moltes pel·lícules, projecten la imatge de la pantalla a la cara de l'actor (com a Parc Juràssic), això és impossible a la realitat perquè la imatge no pot ser focalitzada i els monitors no tenen suficient brillantor.